# Şarköy (district)
Şarköy is een Turks district in de provincie Tekirdağ en telt 29.395 inwoners (2007). Het district heeft een oppervlakte van 554,9 km².
De bevolkingsontwikkeling van het district is weergegeven in onderstaande tabel.
| 1997   | 2000   | 2007   |
| ------ | ------ | ------ |
| 29.639 | 32.660 | 29.395 |